# 花田会
花田会（はなだかい）は、東京都墨田区錦糸町に本拠を置く暴力団で、指定暴力団・住吉会の二次団体。

## 略歴
初代会長・花田正直は住吉会筆頭副会長組織委員長を務め光京一家二代目総長・遠藤幸雄、上州田中一家六代目・大澤孝嗣、沼沢会会長・沼沢春男、小林会・小林楠夫、亀戸上萬一家・小林武雄、圡支田一家・林昭太郎、塩沢睦・塩沢四郎、五代目山口組地蔵組・地蔵吉一と兄弟分。

## 歴代会長
- 初代 - 花田正直
- 二代目 - 山城功（住吉会常任相談役）
- 三代目 - 鈴木信雄
- 四代目 - 梅田幸三